# Trenton (Ontario)
Trenton è una località dell'Ontario meridionale fondata nel 1784. Fa parte della municipalità di Quinte West. Situato sulla baia di Quinte, è il principale centro abitato di Quinte West ed è uno dei più grandi centri abitati della provincia.
Trenton è il punto di partenza del canale navigabile Trent-Severn, che a nord-ovest passa per Peterborough e termina a Port Severn sulla Georgian Bay.